# Crassula ellenbeckiana
Crassula ellenbeckiana là một loài thực vật có hoa trong họ Crassulaceae. Loài này được Schönland miêu tả khoa học đầu tiên năm 1909.